# Metaxypsamma uebelackerae
Metaxypsamma uebelackerae är en ringmaskart som beskrevs av Paul S. Wolf 1986. Metaxypsamma uebelackerae ingår i släktet Metaxypsamma och familjen Pholoidae. Inga underarter finns listade i Catalogue of Life.